# UFC 305
UFC 305: Du Plessis vs. Adesanya — турнир по смешанным единоборствам, организованный Ultimate Fighting Championship, который был проведён 17 августа 2024 года на спортивной арене «RAC Arena» в городе Перт, Австралия.

## Подготовка турнира

### Главные события турнира
В качестве заглавного события запланирован бой за титул чемпиона UFC в среднем весе, в котором должны встретиться действующий чемпион организации южноамериканец Дрикус дю Плесси и бывший двукратный чемпион UFC в среднем весе новозеландец нигерийского происхождения Исраэль Адесанья (#2 в рейтинге).
| Заглавное событие - Средний вес - Бой за титул чемпиона | Заглавное событие - Средний вес - Бой за титул чемпиона | Заглавное событие - Средний вес - Бой за титул чемпиона |
| --- | --- | ------------------------------------------------------- |
| Дрикус Дю Плесси | | Исраэль Адесанья                                        |
| DRICUS DU PLESSIS "Stillknocks" (Стиллнокс) 30 лет (14.01.1994) Рост 185 см, размах рук 193 см, вес 83,9 кг Гражданство: Происхождение: (Африканеры) Место рождения: Велком, Фри-Стейт, ЮАР Представляет: Претория, Гаутенг, ЮАР "Team CIT MMA" Дебют в UFC - 10.10.2020 (с рекордом 14-2) Бонусы "Fight of the Night" (2) / "Perfomance of the Night" (2) Действующий чемпион UFC в среднем весе (01.2024-н.в.) Чемпион KSW в полусреднем весе (2018, защиты 0/1) Чемпион Extreme FC в среднем весе (2017, защиты 1/1) Чемпион Extereme FC в полусреднем весе (2016) | ISRAEL MOBOLAJI ODUNAYO ADESANYA «The Last Stylebender» (Последний повелитель стилей) 35 лет (22.07.1989) Рост 193 см, размах рук 203 см, вес 83,5 кг Гражданство: / Происхождение: Место рождения: Лагос, Нигерия Представляет: Окленд, Новая Зеландия / Лагос, Нигерия «City Kickboxing» Дебют в UFC - 10.02.2018 (с рекордом 10-0) Бонусы "Fight of the Night" (2) / "Perfomance of the Night" (6) Претендент на титул чемпиона UFC в среднем весе Двукратный чемпион UFC в среднем весе (04.2023-09.2023, защиты 0/1) Чемпион UFC в среднем весе (10.2019-11.2022, защиты 5/6) Временный чемпион UFC в среднем весе (04.2019-10.2019) Чемпион Hex Fighting Series в среднем весе (2017) Чемпион Australian Fighting Championship в среднем весе (2017) |                                                         |
| Последние бои: 20.01.2024, Шон Стрикленд (ч), SDEC 08.07.2023, Роберт Уиттакер (#1), TKO2 04.03.2023, Дерек Брансон (#5), TKO2 10.12.2022, Даррен Тилл (#10), SUB3 02.07.2022, Брэд Таварес (#12), UDEC | Последние бои: UDEC, Шон Стрикленд (#5), 10.09.2023 KO2, Алекс Перейра (ч), 08.04.2023 TKO5, Алекс Перейра (#4), 12.11.2023 UDEC, Джаред Каннонир (#2), 02.07.2022 UDEC, Роберт Уиттакер (#1), 12.02.2022 |                                                         |

Вторым по значимости событием турнира станет поединок в наилегчайшем весе, в котором должны встретиться местные бойцы - бывший претендент на титул временного чемпиона UFC в наилегчайшем весе новозеландец Кай Кара-Франс (#4 рейтинга) и бывший претендент на титул чемпиона UFC в наилегчайшем весе австралиец Стив Эрцег (#7 рейтинга).
| Соглавное событие - Наилегчайший вес | Соглавное событие - Наилегчайший вес | Соглавное событие - Наилегчайший вес |
| --- | --- | ------------------------------------ |
| Кай Кара-Франс | | Стив Эрцег                           |
| JAMES KAIWARE KARA-FRANCE "Don`t Blink" (Не моргай) 31 год (26.03.1993) Рост 163 см, размах рук 169 см, вес 56,7 кг Гражданство: Происхождение: /Маори Место рождения: Окленд, Новая Зеландия Представляет: Окленд, Новая Зеландия "City Kickboxing" Дебют в UFC - 01.12.2018 (с рекордом 17-7) Бонусы "Fight of the Night" (3) / "Perfomance of the Night" (2) Претендент на титул временного чемпиона UFC в наилегчайшем весе (2022) Участник The Ultimate Fighter 24 (2016) Чемпион K-OZ Entertainment в наилегчайшем весе (2015) | STEPHEN VINCENZO ERCEG "Astro Boy" (Астро-бой) 29 лет (27.07.1995) Рост 173 см, размах рук 174 см, вес 56,9 кг Гражданство: Происхождение: / Место рождения: Перт, Западная Австралия, Австралия Представляет: Перт, Западная Австралия, Австралия "Wilkes MMA" Дебют в UFC - 10.06.2023 (с рекордом 9-1) Бонусы "Perfomance of the Night" (2) Претендент на титул чемпиона UFC в наилегчайшем весе (2024) Чемпион Eternal MMA в наилегчайшем весе (2020-21) |                                      |
| Последние бои: 03.06.2023, Амир Альбази (#7), SDEC 30.07.2022, Брэндон Морено (#1), TKO3 26.03.2022, Аскар Аскаров (#2), UDEC 11.12.2021, Коди Гарбрандт (#7*), TKO1 06.03.2021, Рожериу Бонторин (#8), KO1 | Последние бои: UDEC, Алешандри Пантожа (ч), 04.05.2024 KO2, Мэтт Шнелл (#9), 02.03.2024 UDEC, Алессандру Коста, 11.11.2023 UDEC, Давид Дворжак (#10), 10.06.2023 (дебют в UFC) SUB1, Соичиро Хираи, 11.02.2023 (Eternal MMA) |                                      |

### Анонсированные бои
| Бой | Весовая категория     | Участники боёв и их статистика перед боем (рекорд ММА / рекорд UFC / серия) | Участники боёв и их статистика перед боем (рекорд ММА / рекорд UFC / серия) | Участники боёв и их статистика перед боем (рекорд ММА / рекорд UFC / серия) | Участники боёв и их статистика перед боем (рекорд ММА / рекорд UFC / серия) | Участники боёв и их статистика перед боем (рекорд ММА / рекорд UFC / серия) | Участники боёв и их статистика перед боем (рекорд ММА / рекорд UFC / серия) | Участники боёв и их статистика перед боем (рекорд ММА / рекорд UFC / серия) | Участники боёв и их статистика перед боем (рекорд ММА / рекорд UFC / серия) | Участники боёв и их статистика перед боем (рекорд ММА / рекорд UFC / серия) | Участники боёв и их статистика перед боем (рекорд ММА / рекорд UFC / серия) | Участники боёв и их статистика перед боем (рекорд ММА / рекорд UFC / серия) | Участники боёв и их статистика перед боем (рекорд ММА / рекорд UFC / серия) |
|     |                       | Главный кард (Main Card, PPV)                                               |                                                                             |                                                                             |                                                                             |                                                                             |                                                                             |                                                                             |                                                                             |                                                                             |                                                                             |                                                                             |                                                                             |
| 1   | small>Средний вес     | Дрикус дю Плесси Dricus "Stillknocks" Du Plessis                            | Ч                                                                           | 21-2                                                                        | 7-0                                                                         | +9                                                                          | vs.                                                                         | Исраэль Адесанья Israel "The Last Stylebender" Adesanya                     | #2 exЧ                                                                      | 24-3                                                                        | 13-3                                                                        | -1                                                                          | [ 3 ]                                                                       |
| 2   | Наилегчайший вес      | Кай Кара-Франс Kai "Don't Blink" Kara-France                                | #4 exT(2), TUF                                                              | 24-11 (1)                                                                   | 7-4                                                                         | -2                                                                          | vs.                                                                         | Стив Эрцег Steve "AstroBoy" Erceg                                           | #7 exП                                                                      | 12-2                                                                        | 3-1                                                                         | -1                                                                          | [ 4 ]                                                                       |
| 3   | Лёгкий вес            | Матеуш Гамрот Mateusz "Gamer" Gamrot                                        | #5                                                                          | 24-2 (1)                                                                    | 7-2                                                                         | +3                                                                          | vs.                                                                         | Дэн Хукер Dan "The Hangman" Hooker                                          | #11 exT(4)                                                                  | 23-12                                                                       | 13-8                                                                        | +2                                                                          | [ 5 ]                                                                       |
| 4   | Тяжёлый вес           | Тай Туиваса Tai "Bam Bam" Tuivasa                                           | #10 exT(3)                                                                  | 14-7                                                                        | 8-7                                                                         | -4                                                                          | vs.                                                                         | Жаирзиньо Розенстрайк Jairzinho "Bigi Boy" Rozenstruik                      | #12 exT(3)                                                                  | 14-5                                                                        | 8-5                                                                         | +1                                                                          | [ 6 ]                                                                       |
| 5   | Полусредний вес       | Ли Цзинлян "The Leech" Li Jingliang                                         | exT(11)                                                                     | 19-8                                                                        | 11-6                                                                        | -1                                                                          | vs.                                                                         | Карлус Пратeс Carlos "The Nightmare" Prates                                 | CS                                                                          | 19-6                                                                        | 2-0                                                                         | +9                                                                          | [ 7 ]                                                                       |
|     |                       | Предварительный кард (Prelims, ESPN/ESPN+)                                  |                                                                             |                                                                             |                                                                             |                                                                             |                                                                             |                                                                             |                                                                             |                                                                             |                                                                             |                                                                             |                                                                             |
| 6   | Тяжёлый вес           | Джуниор Тафа Junior "The Juggernaut" Tafa                                   |                                                                             | 5-2                                                                         | 1-2                                                                         | -1                                                                          | vs.                                                                         | Валтер Уокер Valter "The Clean Monster" Walker                              |                                                                             | 11-1                                                                        | 0-1                                                                         | -1                                                                          | [ 8 ]                                                                       |
| 7   | Полулёгкий вес        | Джошуа Кулибао Josh "Kuya" Culibao                                          |                                                                             | 11-3-1                                                                      | 3-3-1                                                                       | -2                                                                          | vs.                                                                         | Рикарду Рамус Ricardo "Carcacinha" Ramos                                    |                                                                             | 16-6                                                                        | 7-5                                                                         | -2                                                                          | [ 9 ]                                                                       |
| 8   | Жен. наилегчайший вес | Кейси О’Нилл "King" Casey O'Neill                                           | #14 exT(10)                                                                 | 9-2                                                                         | 4-2                                                                         | -2                                                                          | vs.                                                                         | Луана Сантус▲ Luana Santos                                                  |                                                                             | 8-1                                                                         | 3-0                                                                         | +5                                                                          | [ 10 ]                                                                      |
| 9   | Полулёгкий вес        | Джек Дженкинс Jack "Phar" Jenkins                                           | CS                                                                          | 12-3                                                                        | 2-1                                                                         | -1                                                                          | vs.                                                                         | Герберт Бёрнс▲ Herbert "The Blaze" Burns                                    | CS                                                                          | 11-5                                                                        | 2-3                                                                         | -3                                                                          | [ 11 ]                                                                      |
|     |                       | Ранний предварительный кард (Early Prelims, ESPN+)                          |                                                                             |                                                                             |                                                                             |                                                                             |                                                                             |                                                                             |                                                                             |                                                                             |                                                                             |                                                                             |                                                                             |
| 10  | Лёгкий вес            | Том Нолан Tom "Big Train" Nolan                                             | CS                                                                          | 7-1                                                                         | 1-1                                                                         | +1                                                                          | vs.                                                                         | Алекс Рейес Alex "The Executioner" Reyes                                    |                                                                             | 13-4                                                                        | 0-2                                                                         | -2                                                                          | [ 12 ]                                                                      |
| 11  | Полусредний вес       | Сун Кэнань "The Assassin" Song Kenan                                        |                                                                             | 21-8                                                                        | 5-4                                                                         | -1                                                                          | vs.                                                                         | Рикки Гленн Ricky "The Gladiator" Glenn                                     |                                                                             | 22-8-2                                                                      | 4-5-1                                                                       | -2                                                                          | [ 13 ]                                                                      |
| 12  | Наилегчайший вес      | Стюарт Николл Stewart Nicoll                                                | д                                                                           | 8-0                                                                         | -                                                                           | +8                                                                          | vs.                                                                         | Хесус Агилар Jesus Aguilar                                                  | CS                                                                          | 10-2                                                                        | 2-1                                                                         | +2                                                                          | [ 14 ]                                                                      |
|     |                       | Отменённые бои                                                              |                                                                             |                                                                             |                                                                             |                                                                             |                                                                             |                                                                             |                                                                             |                                                                             |                                                                             |                                                                             |                                                                             |
|     | Жен. наилегчайший вес | Кейси О’Нилл "King" Casey O'Neill                                           | #14 exT(10)                                                                 | 9-2                                                                         | 4-2                                                                         | -2                                                                          | vs.                                                                         | Тереза Бледа▼ Tereza Bledá                                                  | CS                                                                          | 7-1                                                                         | 1-1                                                                         | +1                                                                          | [ 15 ]                                                                      |
|     | Полулёгкий вес        | Джек Дженкинс Jack "Phar" Jenkins                                           | CS                                                                          | 12-3                                                                        | 2-1                                                                         | -1                                                                          | vs.                                                                         | Гэвин Такер▼ Gavin "Guv'nor" Tacker                                         |                                                                             | 13-3                                                                        | 4-3                                                                         | -2                                                                          | [ 16 ]                                                                      |

Условные обозначения: #5 (1) — текущее (лучшее) место бойца в рейтинге, exЧ(В) — бывший чемпион (временный), exП(В) — бывший претендент на титул чемпиона (временного), exТ(3) — боец входил в рейтинг Топ-15 (лучшее место в рейтинге), д — дебютант, CS — боец участвовал в Претендентской серии Дэйны Уайта, RTU — боец участвовал в шоу Road To UFC, TUF — боец участвовал в шоу The Ultimate Fighter, TUF(W/F) — боец являлся победителем/финалистом The Ultimate Fighter, WEC/SF — боец выступал в WEC или Strikeforce до объединения этих организаций с UFC.

## Церемония взвешивания
Результаты официальной церемонии взвешивания бойцов перед турниром.
| Весовая категория и допустимый лимит в фунтах | Весовая категория и допустимый лимит в фунтах | Участники боёв и их вес в фунтах | Участники боёв и их вес в фунтах | Участники боёв и их вес в фунтах | Участники боёв и их вес в фунтах |
| --------------------------------------------- | --------------------------------------------- | -------------------------------- | -------------------------------- | -------------------------------- | -------------------------------- |
| Средний вес (титульный бой)                   | 185                                           | Дрикус дю Плесси                 | 185                              | Исраэль Адесанья                 | 184                              |
| Наилегчайший вес                              | 125 (+1)                                      | Кай Кара-Франс                   | 125                              | Стив Эрцег                       | 125,5                            |
| Лёгкий вес                                    | 155 (+1)                                      | Матеуш Гамрот                    | 156                              | Дэн Хукер                        | 155,5                            |
| Тяжёлый вес                                   | 265 (+1)                                      | Тай Туиваса                      | 265                              | Жаирзиньо Розенстрайк            | 259                              |
| Полусредний вес                               | 170 (+1)                                      | Ли Цзинлян                       | 171                              | Карлус Пратeс                    | 170                              |
| Тяжёлый вес                                   | 265 (+1)                                      | Джуниор Тафа                     | 244                              | Валтер Уокер                     | 252                              |
| Полулёгкий вес                                | 145 (+1)                                      | Джош Кулибао                     | 146                              | Рикарду Рамус                    | 145,5                            |
| Наилегчайший вес (женщины)                    | 125 (+1)                                      | Кейси О’Нилл                     | 125,5                            | Луана Сантус                     | 126                              |
| Полулёгкий вес                                | 145 (+1)                                      | Джек Дженкинс                    | 145,5                            | Герберт Бёрнс                    | 146                              |
| Лёгкий вес                                    | 155 (+1)                                      | Том Нолан                        | 155,5                            | Алекс Рейес                      | 156                              |
| Полусредний вес                               | 170 (+1)                                      | Сун Кэнань                       | 171                              | Рики Гленн                       | 171                              |
| Наилегчайший вес                              | 125 (+1)                                      | Стюарт Николл                    | 126                              | Хесус Агилар                     | 127,5*                           |

[*] Хесус Агилар не смог уложиться в лимит наилегчайшей весовой категории (превышение 1,5 фунта) и будет оштрафован на 20% от гонорара. Бой пройдёт в промежуточном весе 127,5 фунта.

## Результаты турнира
В главном бою вечера Дрикус дю Плесси победил Исраэля Адесанью удушающим приёмом в 4-м раунде и защитил титул чемпиона UFC в среднем весе.
| Статистика поединка: | Статистика поединка: | Статистика поединка:                          | Статистика поединка:                          | Статистика поединка: | Статистика поединка: | Статистика поединка: | Статистика поединка: | Статистика поединка: | Статистика поединка: | Статистика поединка: | Статистика поединка: | Статистика поединка: | Статистика поединка: | Статистика поединка: | Статистика поединка: | Статистика поединка: | Статистика поединка: | Статистика поединка: |
| Участник             | Нокдауны             | Акцентрованные удары (по цели/всего/точность) | Акцентрованные удары (по цели/всего/точность) | По раундам           | По раундам           | По раундам           | По раундам           | По раундам           | По цели              | По цели              | По цели              | По позиции           | По позиции           | По позиции           | Тейкдауны            | Тейкдауны            | Контроль             | Попытка приема       |
| Участник             | Нокдауны             | Акцентрованные удары (по цели/всего/точность) | Акцентрованные удары (по цели/всего/точность) | 1Р                   | 2Р                   | 3Р                   | 4Р                   | 5Р                   | Голова               | Корпус               | Ноги                 | Дистанция            | Клинч                | Партер               | Тейкдауны            | Тейкдауны            | Контроль             | Попытка приема       |
| -------------------- | -------------------- | --------------------------------------------- | --------------------------------------------- | -------------------- | -------------------- | -------------------- | -------------------- | -------------------- | -------------------- | -------------------- | -------------------- | -------------------- | -------------------- | -------------------- | -------------------- | -------------------- | -------------------- | -------------------- |
| Дрикус дю Плесси     | 0                    | 90/197                                        | 45%                                           | 22/52                | 13/25                | 31/75                | 24/45                | -                    | 61/155               | 7/13                 | 22/29                | 80/184               | 8/11                 | 2/2                  | 4/9                  | 44%                  | 3:39                 | 2                    |
| Исраэль Адесанья     | 0                    | 97/203                                        | 47%                                           | 16/37                | 17/30                | 40/83                | 24/53                | -                    | 63/165               | 26/29                | 8/9                  | 92/198               | 4/4                  | 1/1                  | 0/1                  | 0%                   | 0:09                 | 0                    |

В соглавном бою Кай Кара-Франс победил Стива Эрцега техническим нокаутом в 1-м раунде.
| Статистика поединка: | Статистика поединка: | Статистика поединка:                          | Статистика поединка:                          | Статистика поединка: | Статистика поединка: | Статистика поединка: | Статистика поединка: | Статистика поединка: | Статистика поединка: | Статистика поединка: | Статистика поединка: | Статистика поединка: | Статистика поединка: | Статистика поединка: | Статистика поединка: | Статистика поединка: |
| Участник             | Нокдауны             | Акцентрованные удары (по цели/всего/точность) | Акцентрованные удары (по цели/всего/точность) | По раундам           | По раундам           | По раундам           | По цели              | По цели              | По цели              | По позиции           | По позиции           | По позиции           | Тейкдауны            | Тейкдауны            | Контроль             | Попытка приема       |
| Участник             | Нокдауны             | Акцентрованные удары (по цели/всего/точность) | Акцентрованные удары (по цели/всего/точность) | 1Р                   | 2Р                   | 3Р                   | Голова               | Корпус               | Ноги                 | Дистанция            | Клинч                | Партер               | Тейкдауны            | Тейкдауны            | Контроль             | Попытка приема       |
| -------------------- | -------------------- | --------------------------------------------- | --------------------------------------------- | -------------------- | -------------------- | -------------------- | -------------------- | -------------------- | -------------------- | -------------------- | -------------------- | -------------------- | -------------------- | -------------------- | -------------------- | -------------------- |
| Кай Кара-Франс       | 2                    | 18/51                                         | 35%                                           | 18/51                | -                    | -                    | 11/35                | 5/13                 | 2/3                  | 15/44                | 0                    | 3/7                  | 0                    | -                    | 0:08                 | 0                    |
| Стив Эрцег           | 0                    | 9/29                                          | 31%                                           | 9/29                 | -                    | -                    | 8/26                 | 0/2                  | 1/1                  | 9/29                 | 0                    | 0                    | 0                    | -                    | 0:00                 | 0                    |

| Бой    | Весовая категория          | Результат боя               | Результат боя         | Результат боя | Результат боя | Результат боя | Результат боя    | Результат боя | Способ победы                                  | Раунд | Время | Рефери в ринге |
|        |                            | Главный кард                |                       |               |               |               |                  |               |                                                |       |       |                |
| Бой 12 | Средний вес                |                             | Дрикус дю Плесси      | Ч             | поб.          |               | Исраэль Адесанья | #2            | Сдача, удушающий приём (удушение сзади)        | 4     | 3:38  | Марк Годдард   |
| Бой 11 | Наилегчайший вес           |                             | Кай Кара-Франс        | #4            | поб.          |               | Стив Эрцег       | #7            | Технический нокаут (правый кросс и добивание)  | 1     | 4:04  | Рич Митчелл    |
| Бой 10 | Лёгкий вес                 |                             | Дэн Хукер             | #11           | поб.          |               | Матеуш Гамрот    | #5            | Раздельное решение (28–29, 29–28, 29–28)       | 3     | 5:00  | Джим Пердиос   |
| Бой 9  | Тяжёлый вес                |                             | Жаирзиньо Розенстрайк | #12           | поб.          |               | Тай Туиваса      | #10           | Раздельное решение (29–28, 27–30, 30–27)       | 3     | 5:00  | Марк Годдард   |
| Бой 8  | Полусредний вес            |                             | Карлус Пратeс         |               | поб.          |               | Ли Цзинлян       |               | Нокаут (хук слева)                             | 2     | 4:02  | Мэтт Уинн      |
|        |                            | Предварительный кард        |                       |               |               |               |                  |               |                                                |       |       |                |
| Бой 7  | Тяжёлый вес                |                             | Валтер Уокер          |               | поб.          |               | Джуниор Тафа     |               | Вербальная сдача, болевой приём (узел пятки)   | 1     | 4:56  | Стив Персиваль |
| Бой 6  | Полулёгкий вес             |                             | Рикарду Рамус         |               | поб.          |               | Джош Кулибао     |               | Раздельное решение (29–28, 28–29, 29–28)       | 3     | 5:00  | Мэтт Уинн      |
| Бой 5  | Жен. наилегчайший вес      |                             | Кейси О’Нилл          | #14           | поб.          |               | Луана Сантус     |               | Единогласное решение (30–27, 30–27, 30–26)     | 3     | 5:00  | Рич Митчелл    |
| Бой 4  | Полулёгкий вес             |                             | Джек Дженкинс         |               | поб.          |               | Герберт Бёрнс    |               | Технический нокаут (хук справа и добивание)    | 3     | 0:48  | Марк Годдард   |
|        |                            | Ранний предварительный кард |                       |               |               |               |                  |               |                                                |       |       |                |
| Бой 3  | Лёгкий вес                 |                             | Том Нолан             |               | поб.          |               | Алекс Рейес      |               | Единогласное решение (30–27, 30–27, 29–28)     | 3     | 5:00  | Рич Митчелл    |
| Бой 2  | Полусредний вес            |                             | Сун Кэнань            |               | поб.          |               | Рикки Гленн      |               | Единогласное решение (30–27, 30–26, 29–28)     | 3     | 5:00  | Джим Пердиос   |
| Бой 1  | Промежуточный вес (127,5)* |                             | Хесус Агилар          |               | поб.          |               | Стюарт Николл    | д             | Техническая сдача, удушающий приём (гильотина) | 1     | 2:39  | Стив Персиваль |

Официальные судейские карточки турнира.

## Награды
Следующие бойцы были удостоены денежного бонуса в размере $50,000:
- Лучший бой вечера: Дэн Хукер - Матеуш Гамрот
- Выступление вечера: Кай Кара-Франс и Карлус Пратес